# Fenomeno sociale
Il fenomeno sociale è quel fatto, accadimento, fenomeno che incide su struttura e aspetti della società, potendone modificare le caratteristiche, rappresentando al contempo quei segnali studiati/analizzati dai sociologi per individuare tendenze ed operare a sua volta previsioni sulla società stessa. Ad es. sono fenomeni sociali le migrazioni, le modificazioni delle abitudini familiari o di consumo, gli atteggiamenti verso i gruppi di potere, l'insorgenza di nuovi gruppi sociali ecc. 